# Demawend
Demawend (5610 m n.p.m.) – wulkan drzemiący w górach Elburs, najwyższy szczyt Iranu, położony około 70 km na północny wschód od Teheranu i ok. 60 km na południe od miasta Amol. Wulkan zbudowany głównie z kwasowych law andezytowych. Duży kąt nachylenia stoków (stratowulkan) – ok. 30-40°. U podnóża występują licznie wody siarczanowe. Wysokość wulkanu wynosi 5610 m. Starsze pomiary wskazywały na 5671 m, jest to jednak wartość zawyżona.

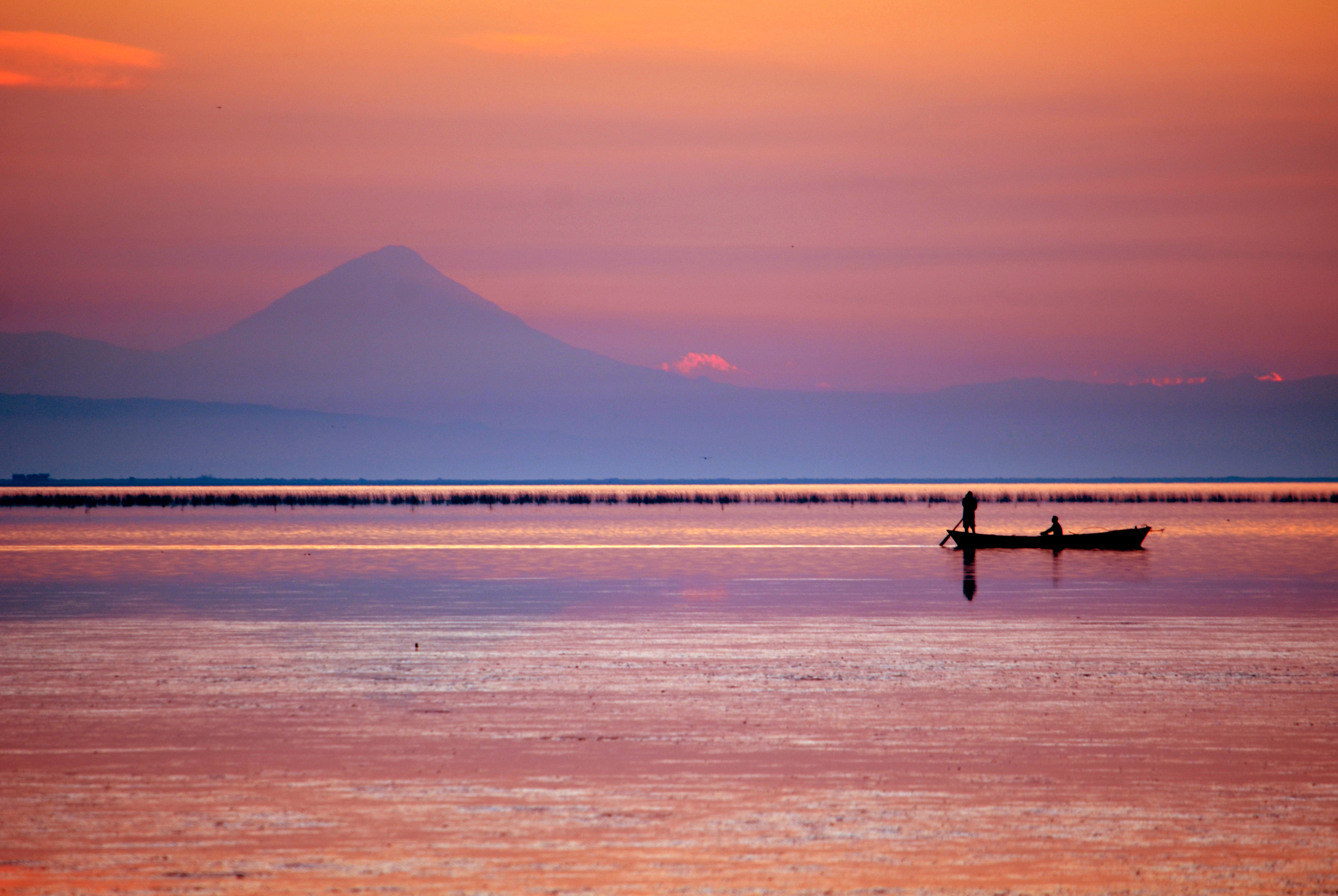

## Historia zdobywania szczytu
Pierwszego udokumentowanego wejścia na szczyt dokonał Abu Dolaf Kazradżi w 905 r. Trzysta lat później Jakut Ibn Abdallah al-Hamawi – greckiego pochodzenia geograf w służbie imperium bizantyjskiego, próbował ponownie zdobyć Demawend, lecz musiał zawrócić tuż spod wierzchołka. Tym niemniej, jego miejscowi przewodnicy, którzy – jak z tego wynika – bywali już na szczycie góry, opisali mu go na tyle dokładnie, że podróżnik umieścił ten opis (zgodny z realiami) w swym słynnym Słowniku krajów (Mu'dżam al-Buldan).
Demawend, który przy dobrej pogodzie widoczny jest z Teheranu, nie należy do szczytów trudnych do wspinaczki. Nie stromość skał, ale wysokość, wulkaniczne podłoże i zmieniające się często warunki pogodowe, odstraszały kolejnych, potencjalnych zdobywców. Jeszcze na początku XIX w. kwestionowano w ogóle możliwość zdobycia tej góry. Pierwsze wejście na szczyt Demawendu dokonane przez Europejczyka miało być może miejsce w 1837 r. Miał go dokonać W. Taylor Thompson, topograf i sekretarz angielskiego poselstwa w Teheranie. Część historyków alpinizmu uważa je jednak za wątpliwe, przyjmując, że Thompson nie dotarł na sam szczyt, lecz zawrócił ok. 300 m pod wierzchołkiem. Szczytu nie osiągnął również francuski botanik Pierre Martin Rémi Aucher-Éloy (1792-1838), któremu przypisywano drugie wejście. W tej sytuacji jest możliwe, że 1 sierpnia 1843 r. jako pierwszy Europejczyk zdobył Demawend Theodor Kotschy – austriacki botanik i podróżnik, urodzony w Ustroniu na Śląsku Cieszyńskim. Kolejnego znanego wejścia dokonał samotnie 28 sierpnia 1852 r. Józef Czarnota – urodzony w Strumieniu na Śląsku Cieszyńskim polski poddany cesarza austriackiego i dyrektor górniczy w służbie szacha perskiego. Poczynając od roku 1860 rejestrowane są coraz liczniejsze wyprawy na Demawend, organizowane początkowo przez Brytyjczyków i Niemców.

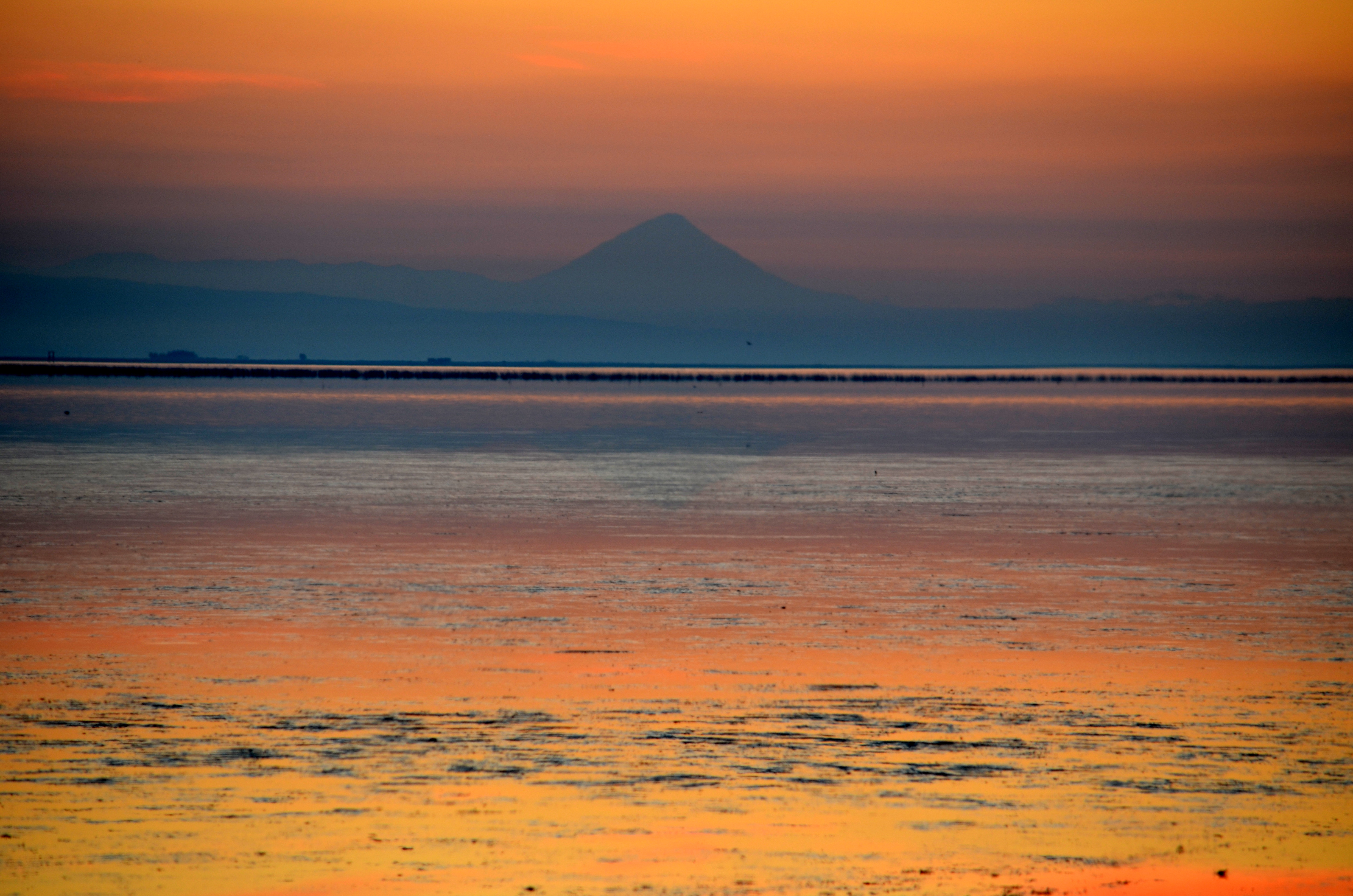

## Mitologia
Mityczne miejsce uwięzienia Aži Dahaka przez Feriduna.

## Wykorzystanie gospodarcze
Niższe stoki wykorzystywane są intensywnie przez różne gałęzie gospodarki pasterskiej, szczególnie od strony zachodniej i południowej, gdzie stoki przechodzą w płaskowyż. W szczególności dobrze rozwija się pszczelarstwo, natomiast w sezonowych osadach pasterskich wytwarzane są tradycyjne dywany perskie.

## Linki zewnętrzne

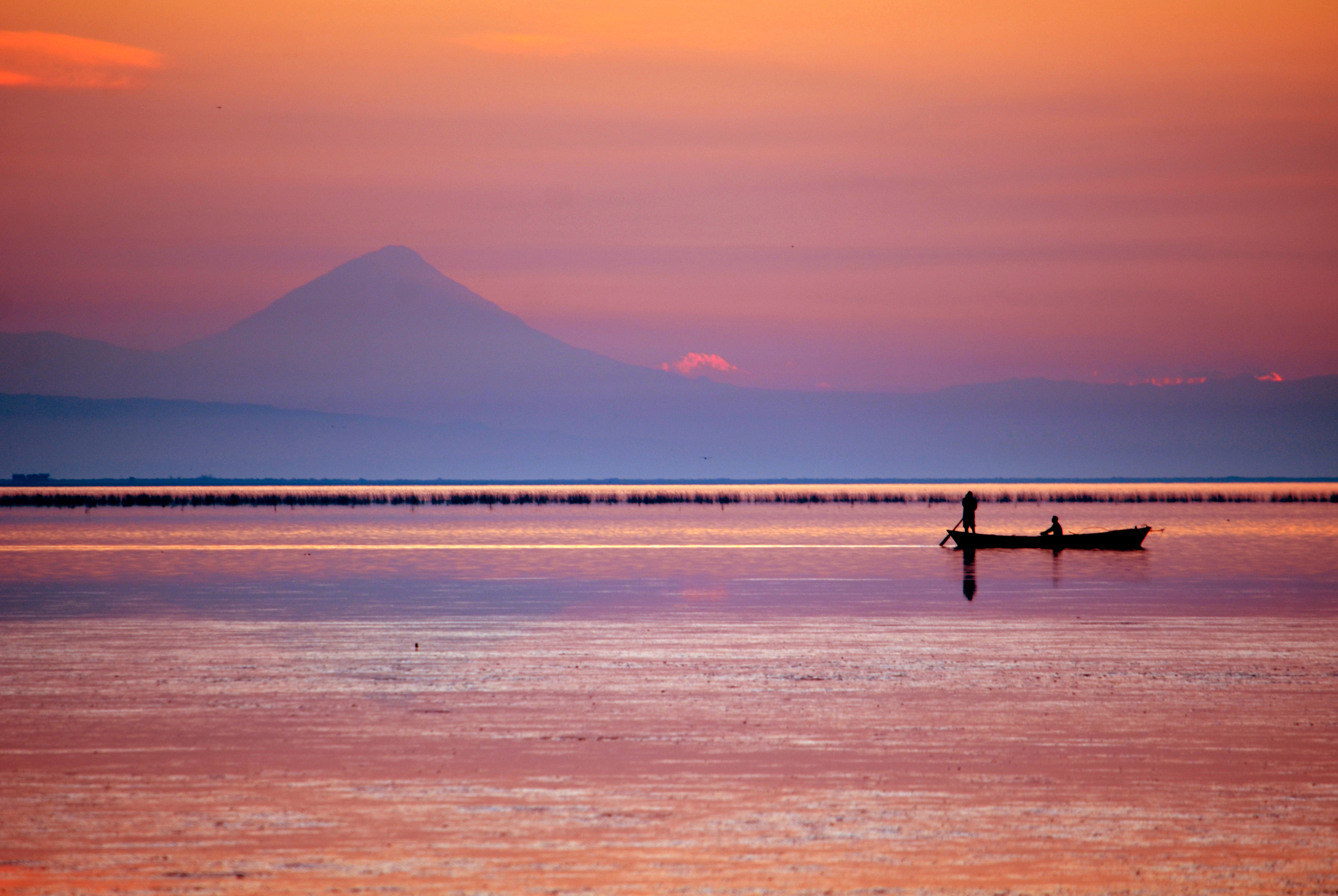
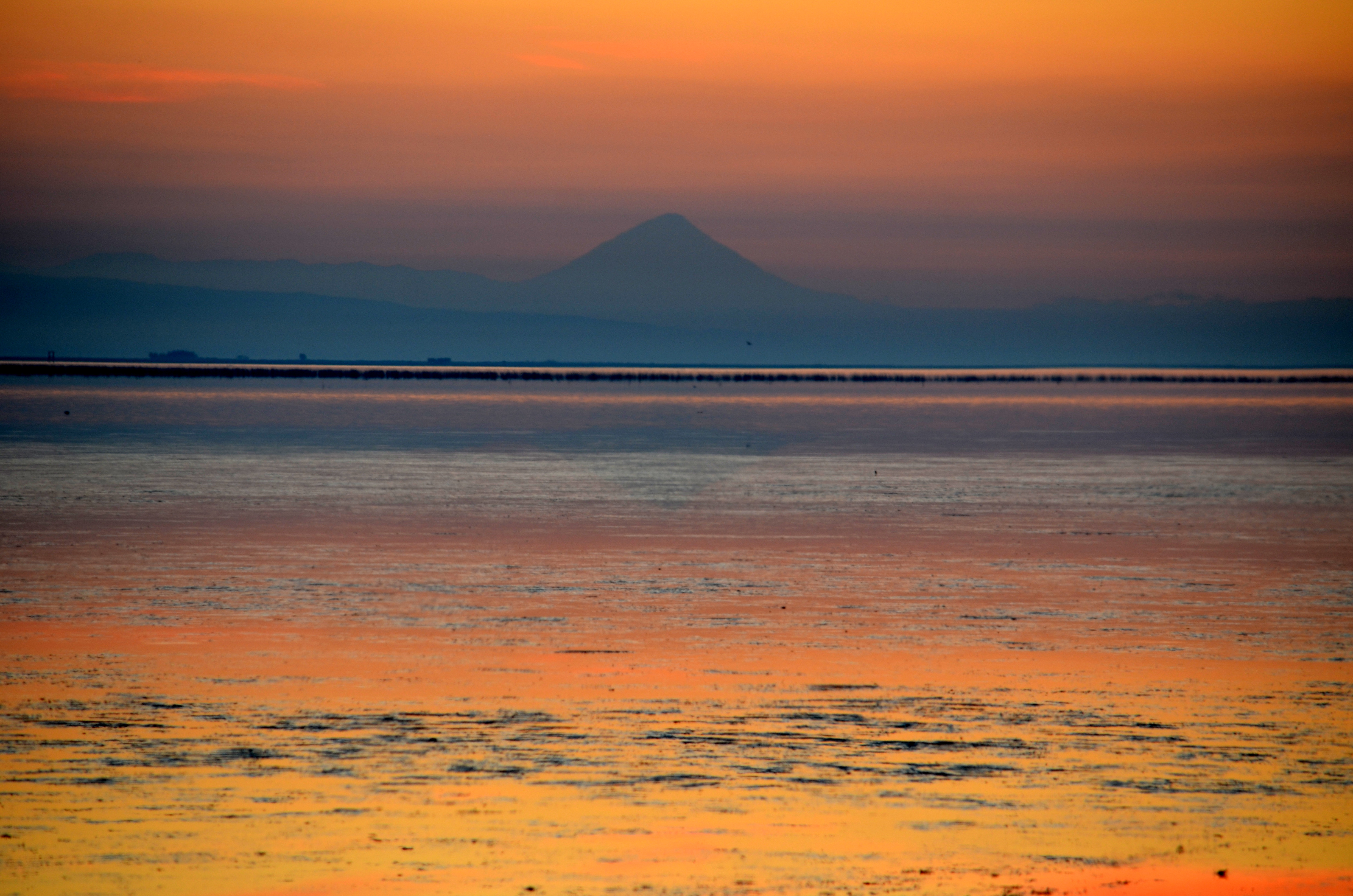
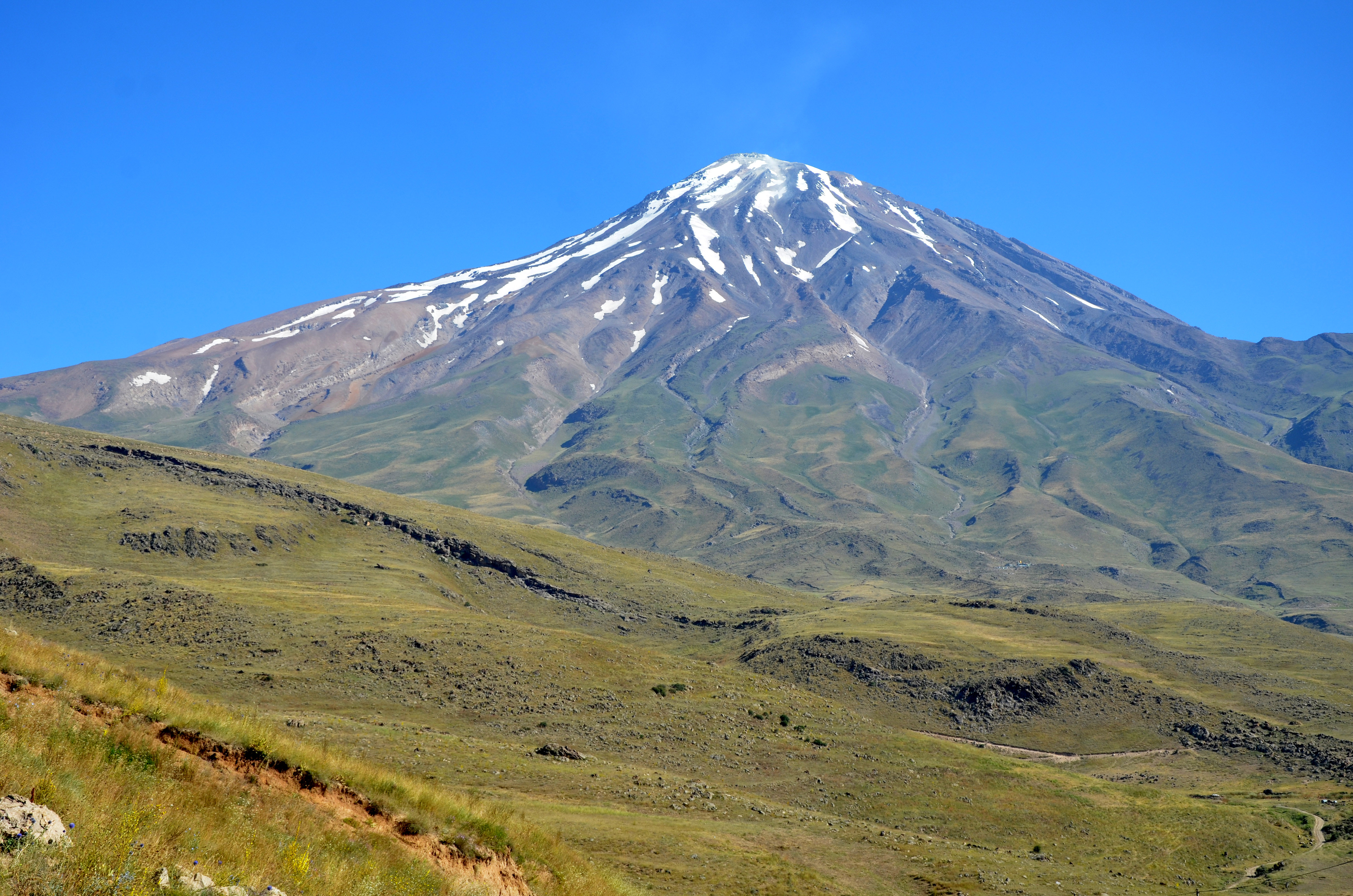
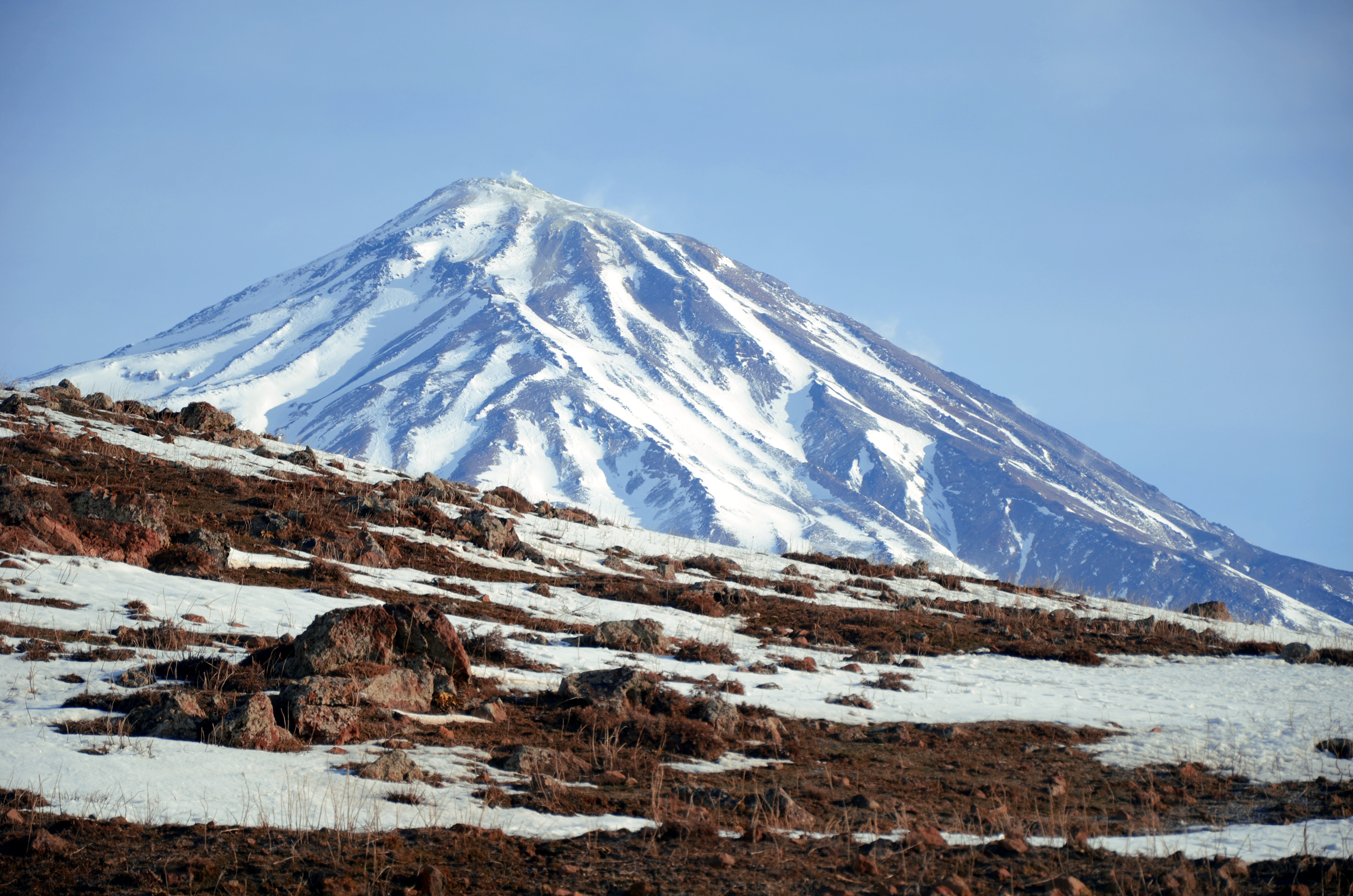
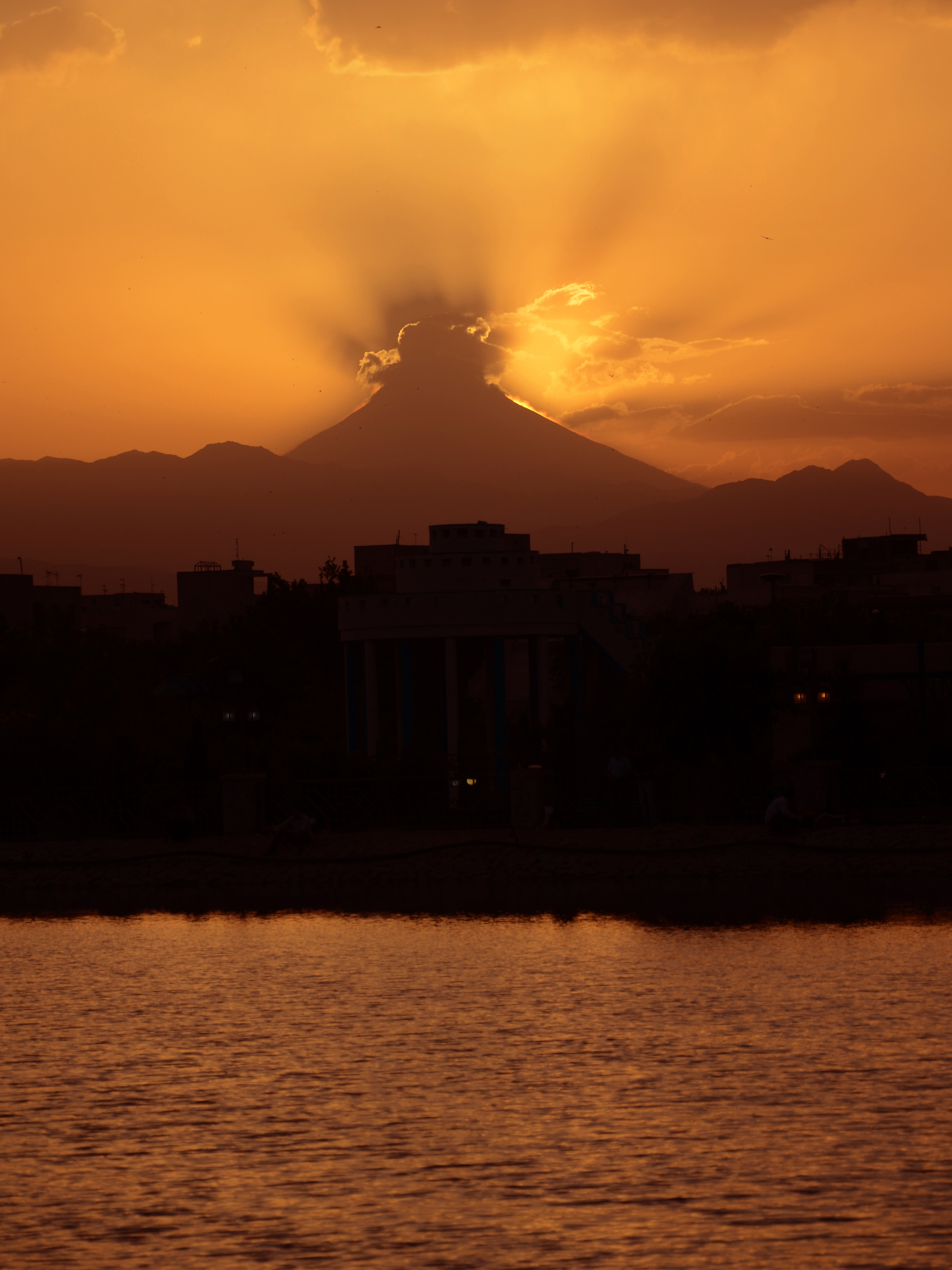
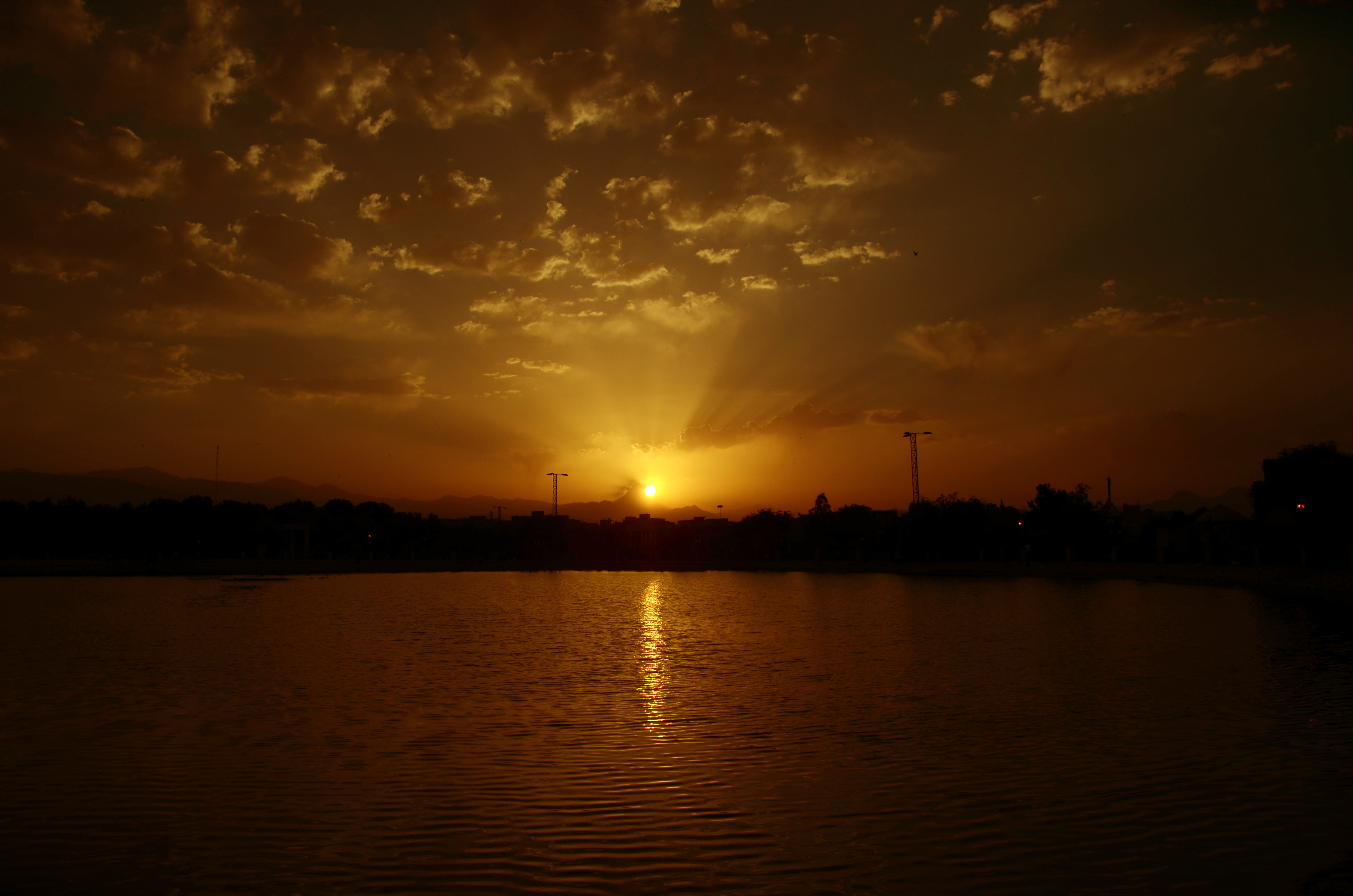
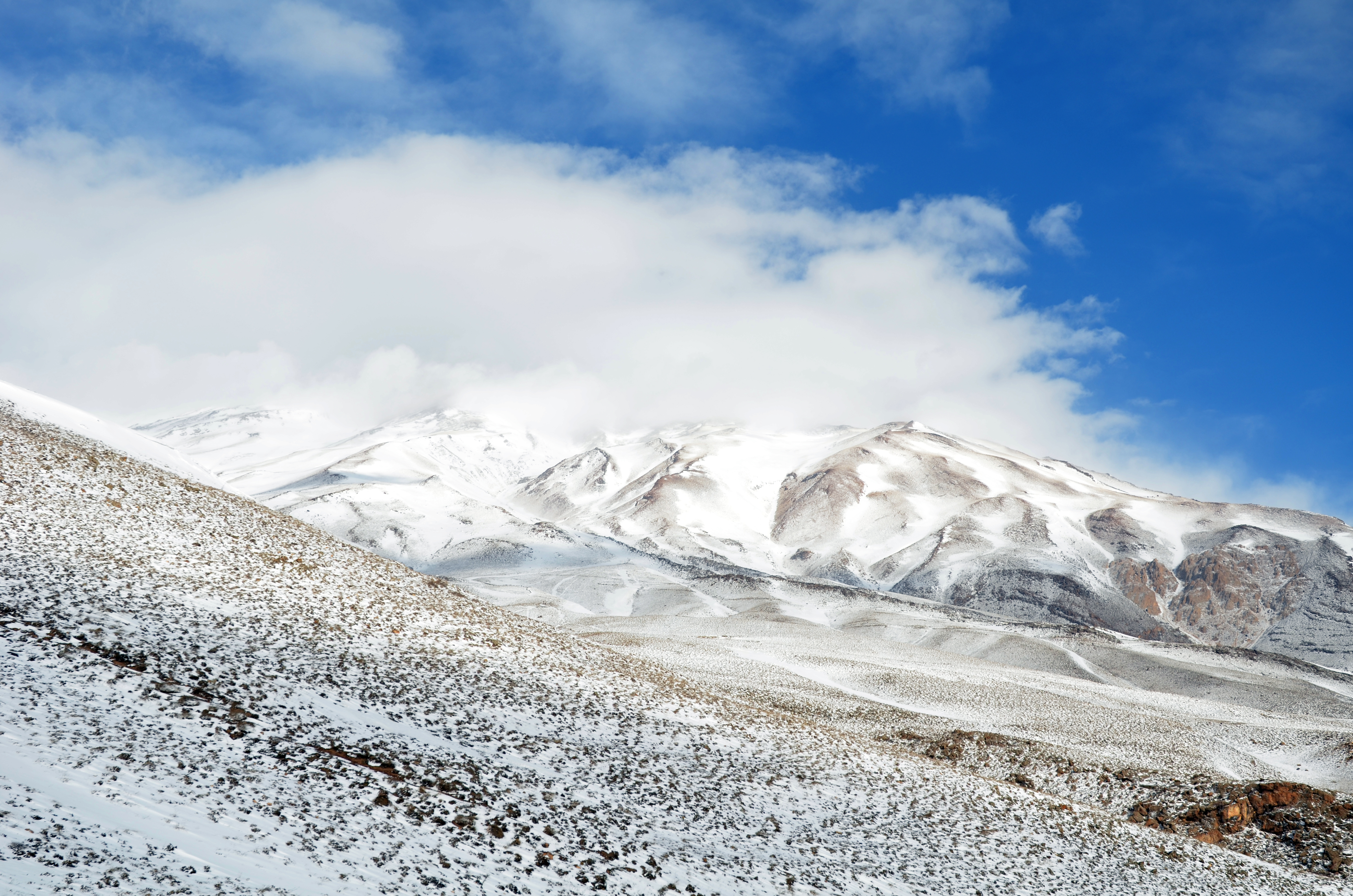
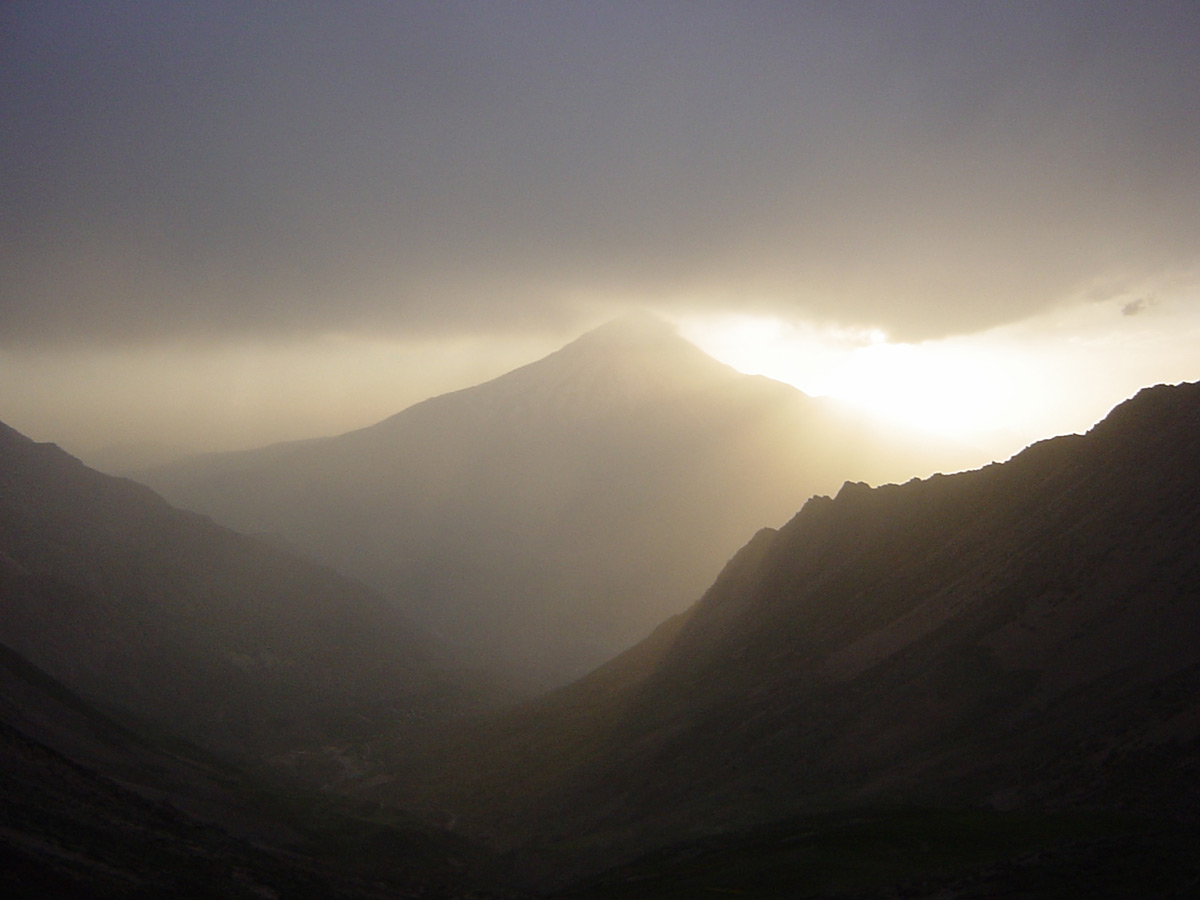
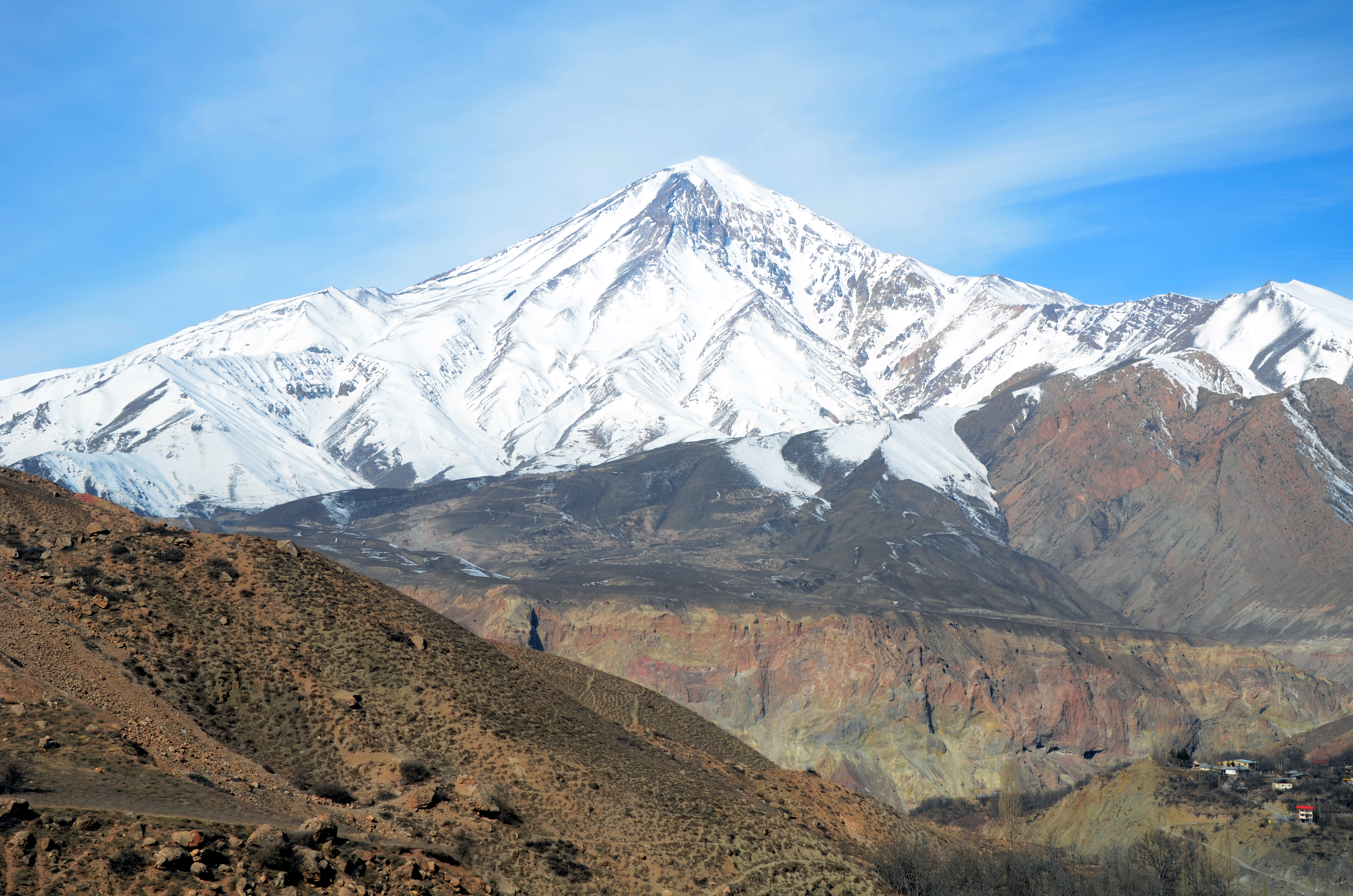
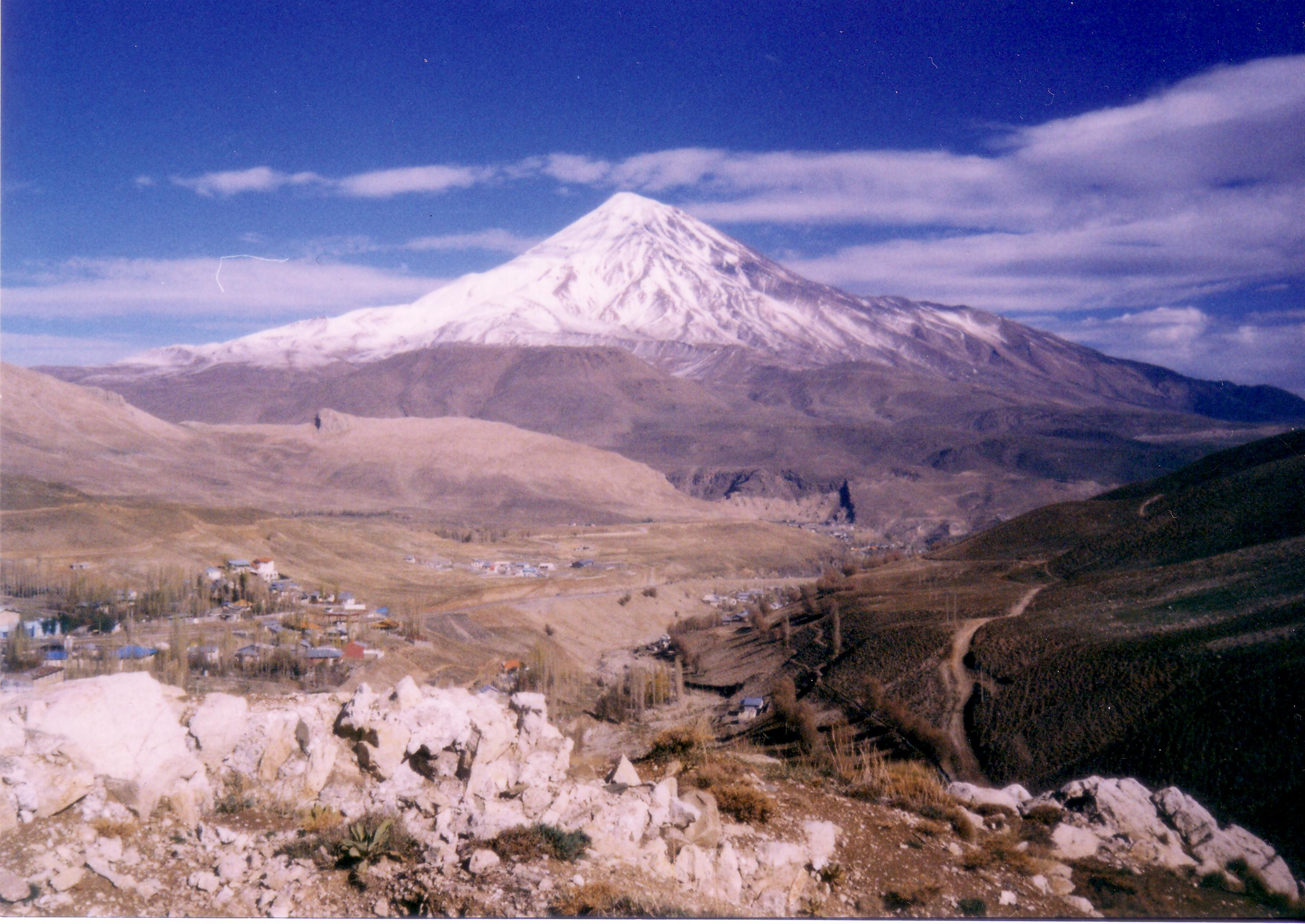
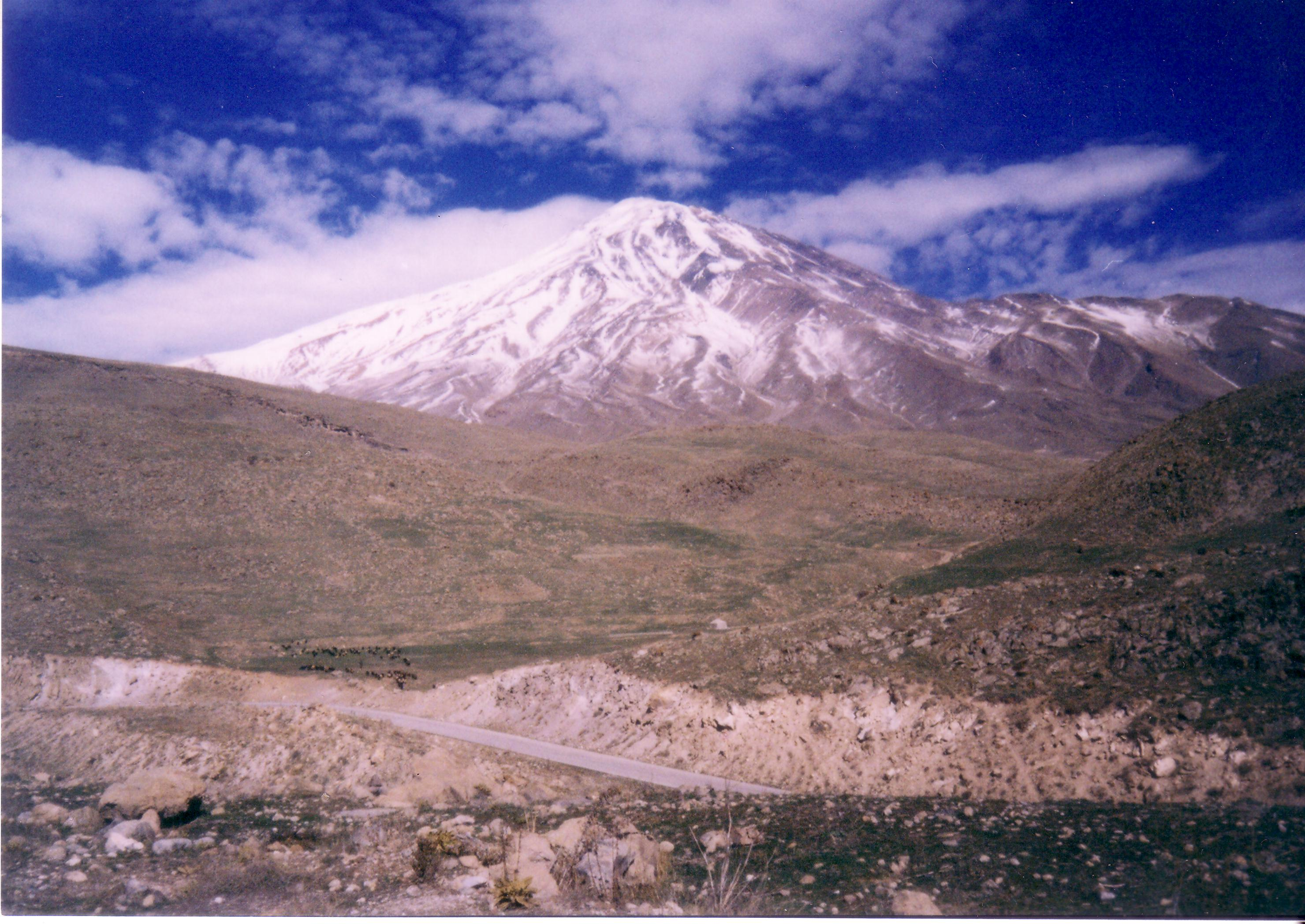
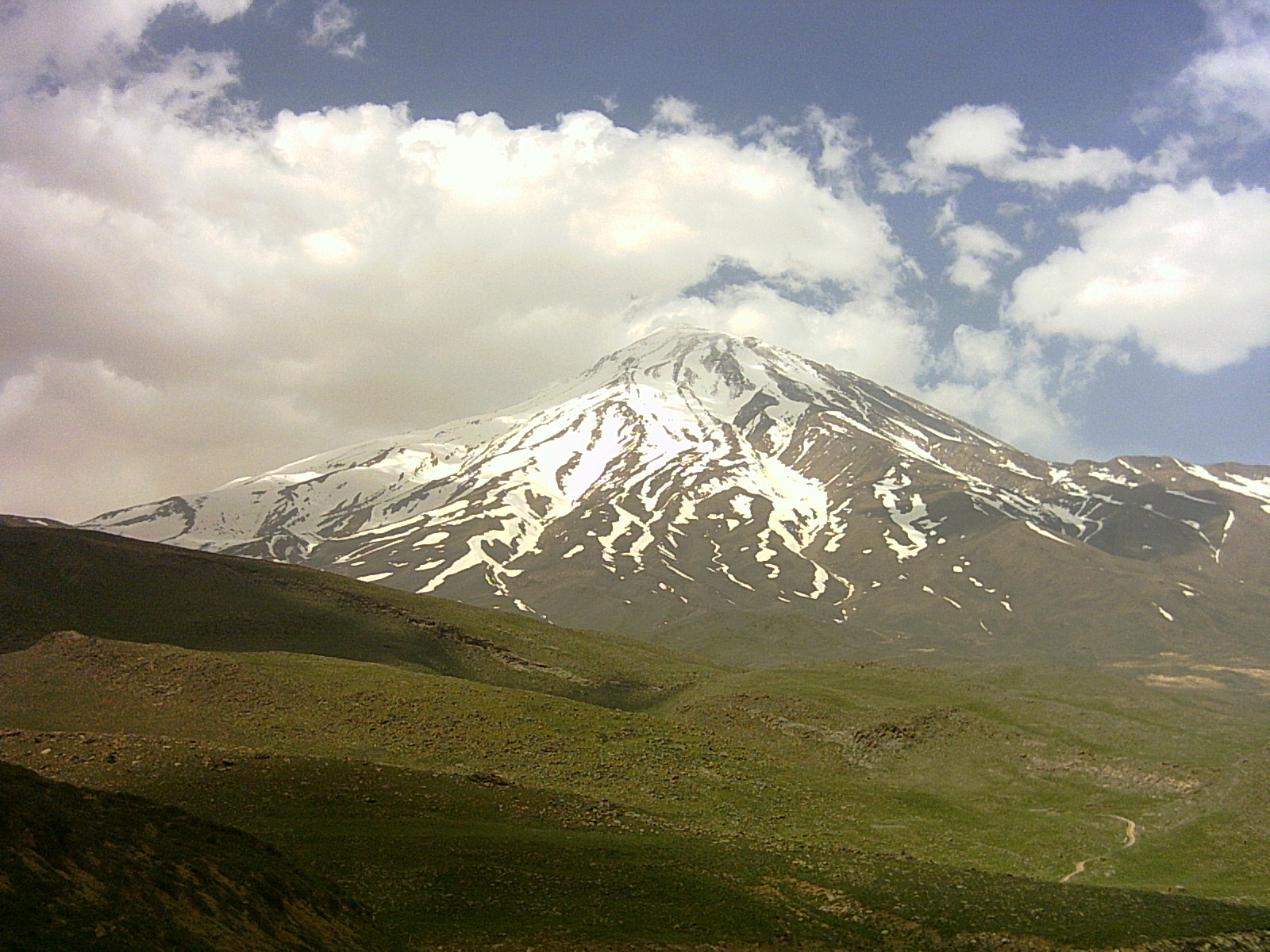
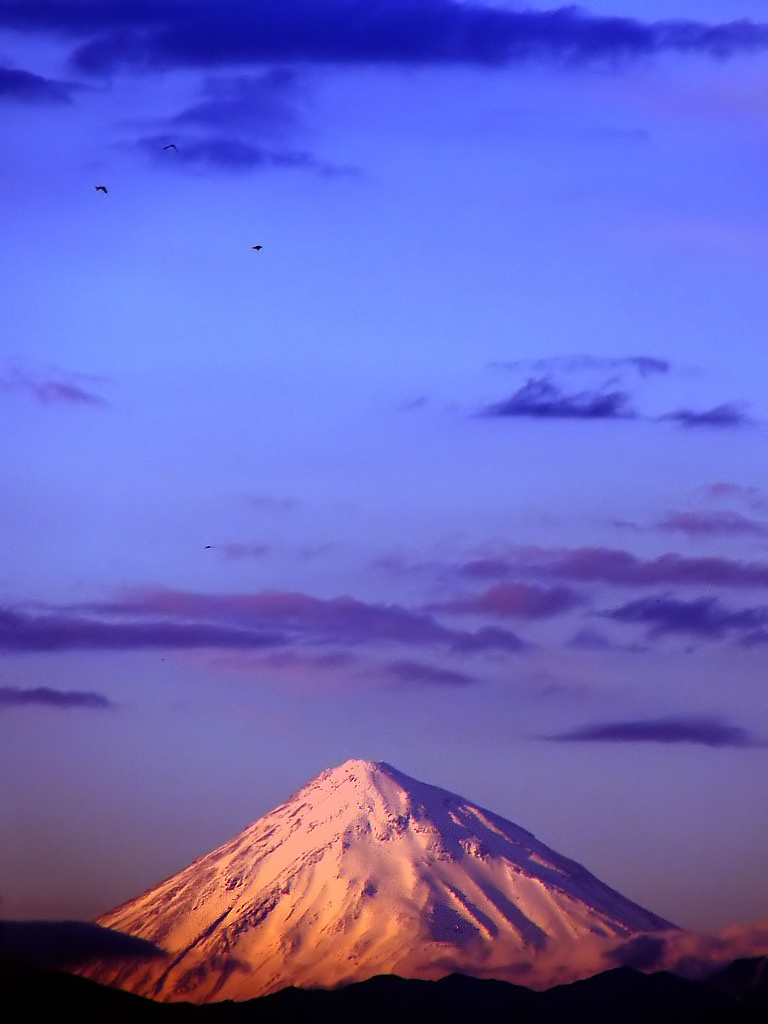
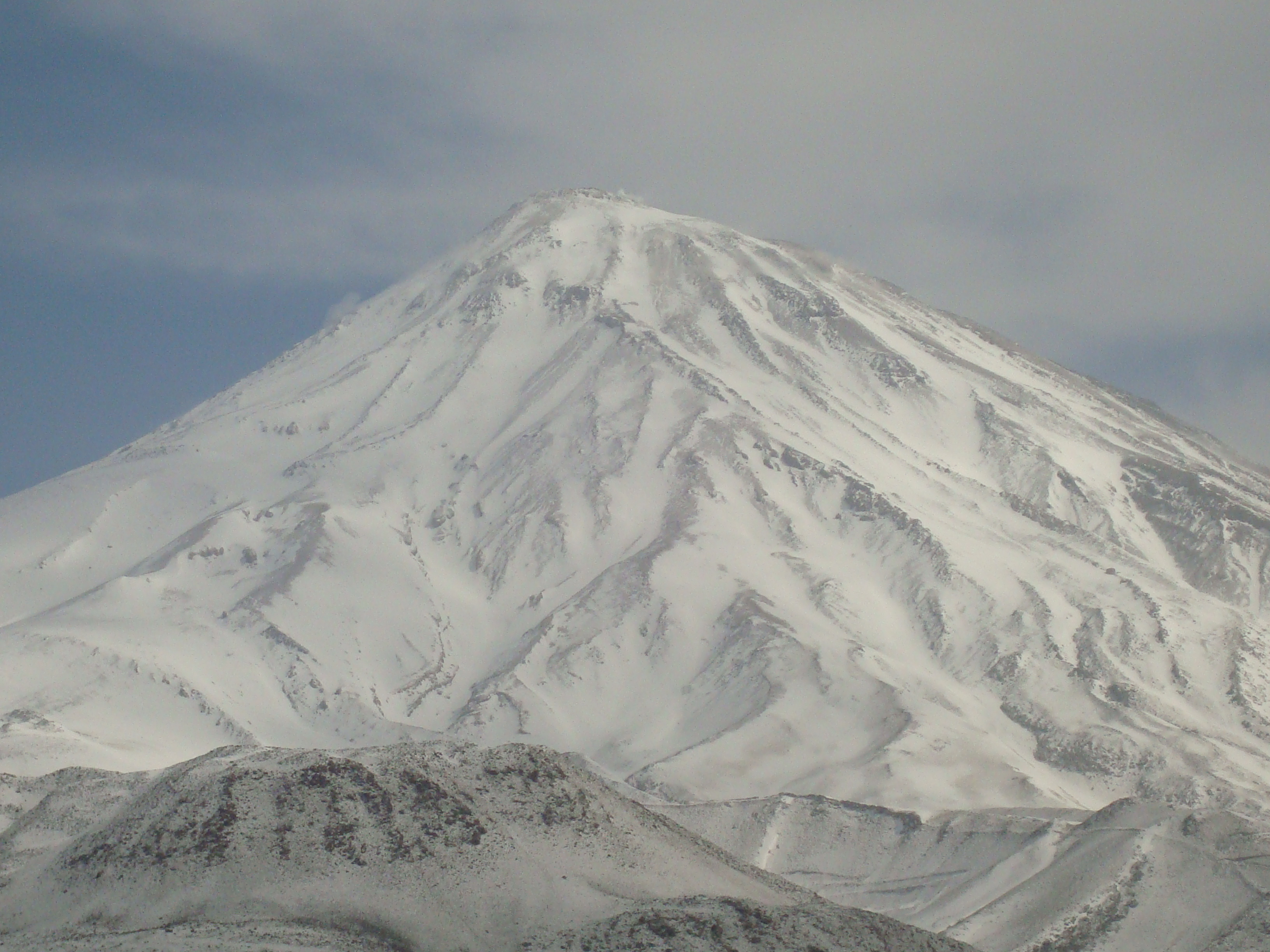
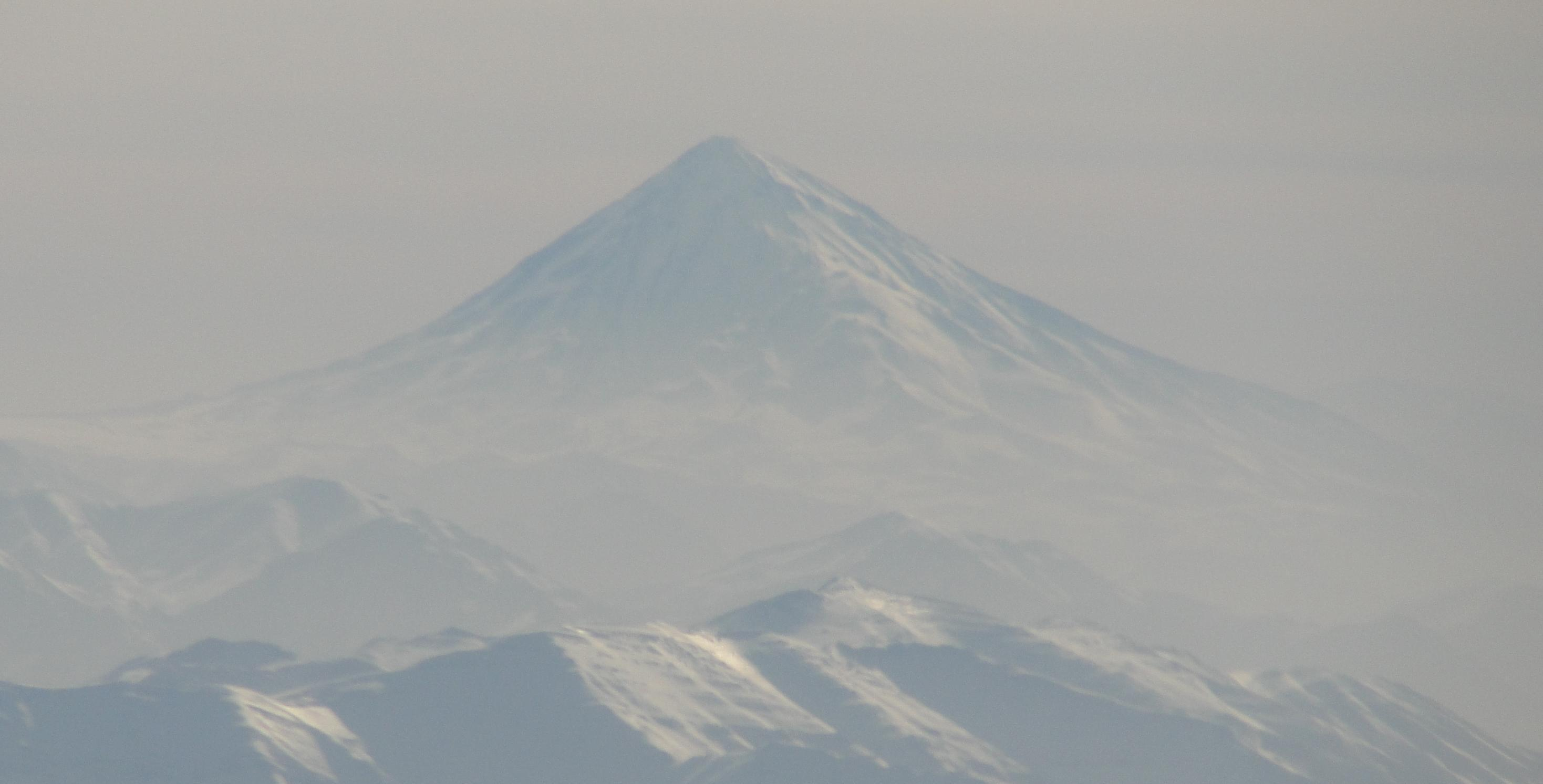
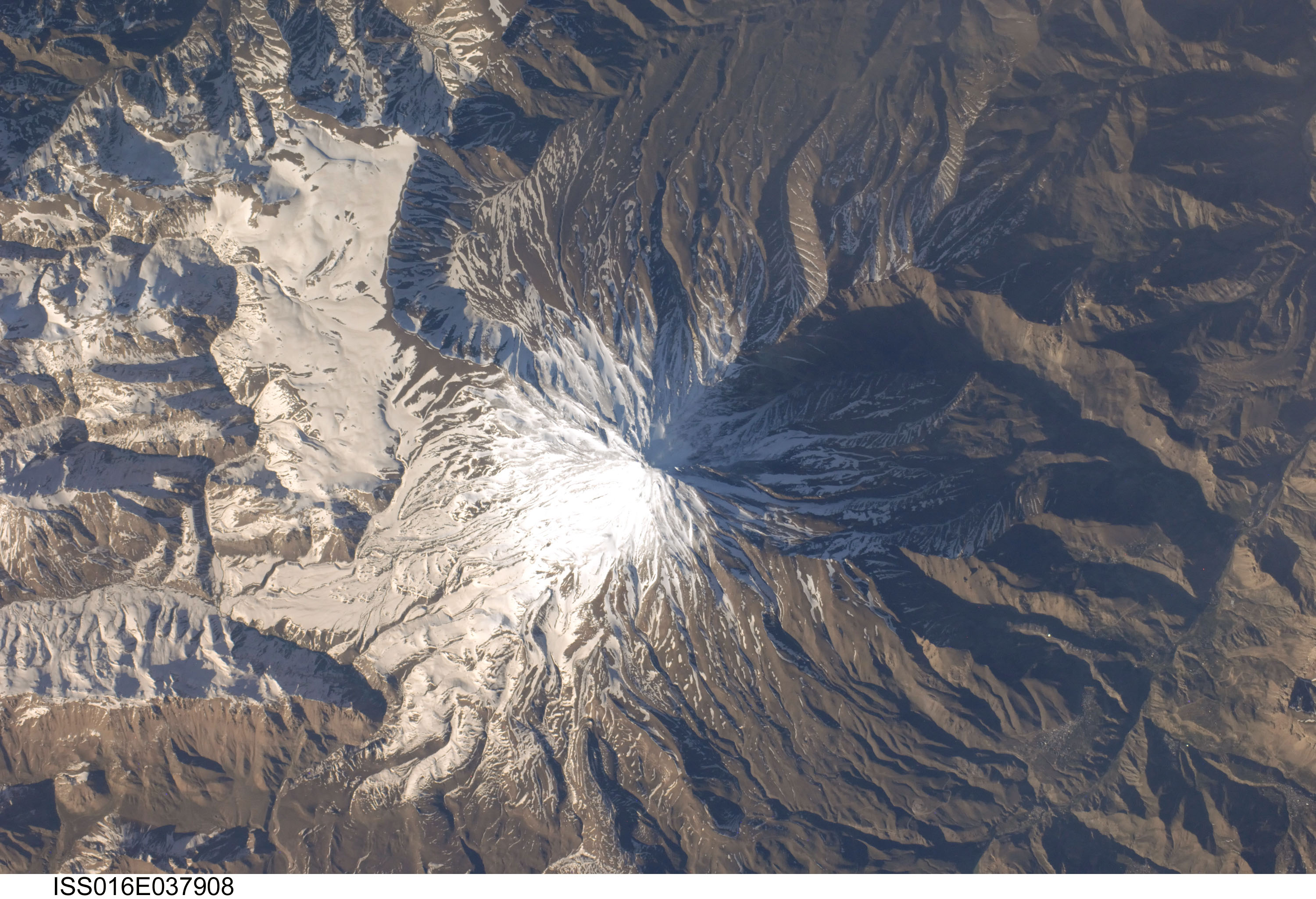
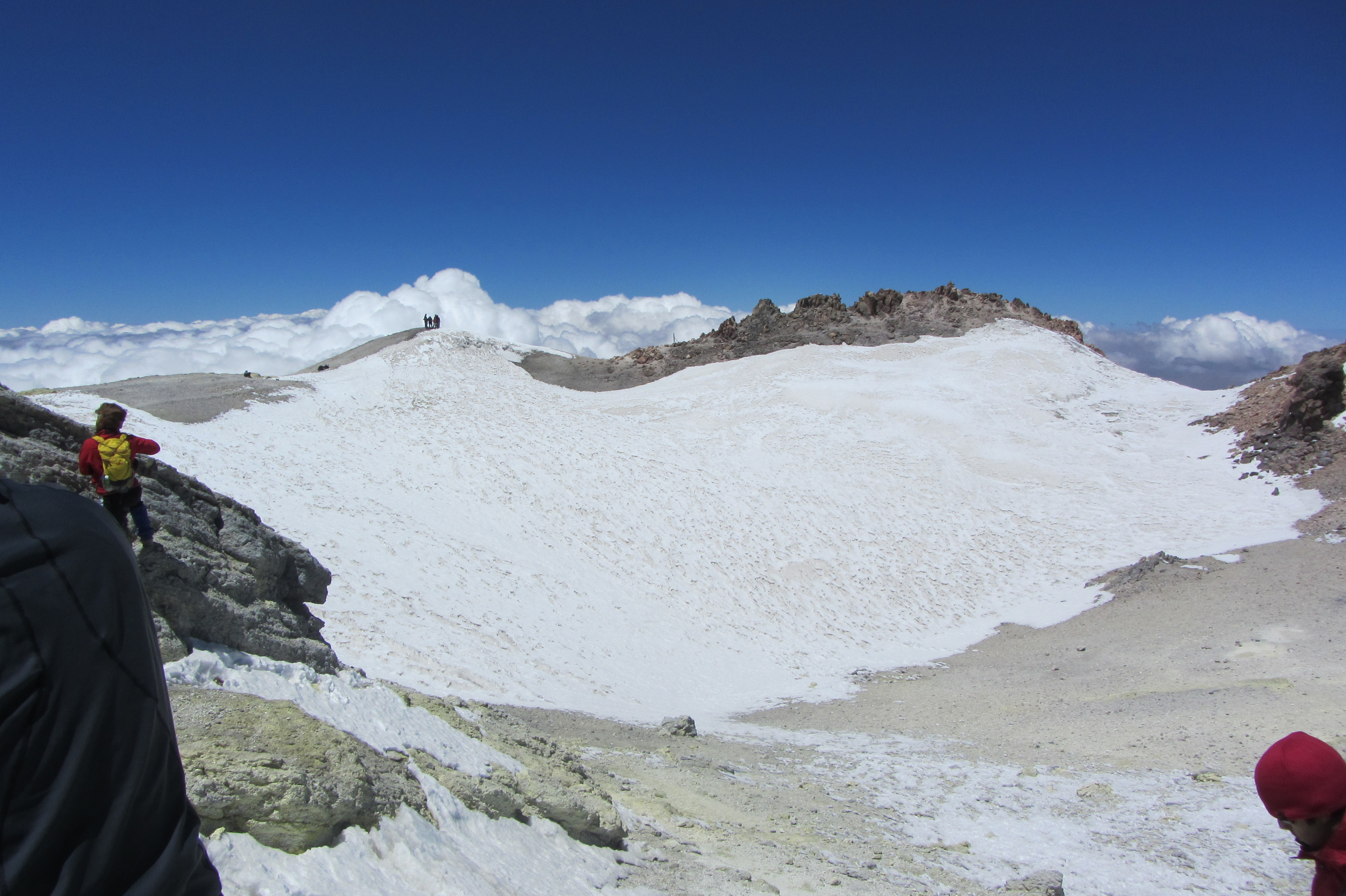
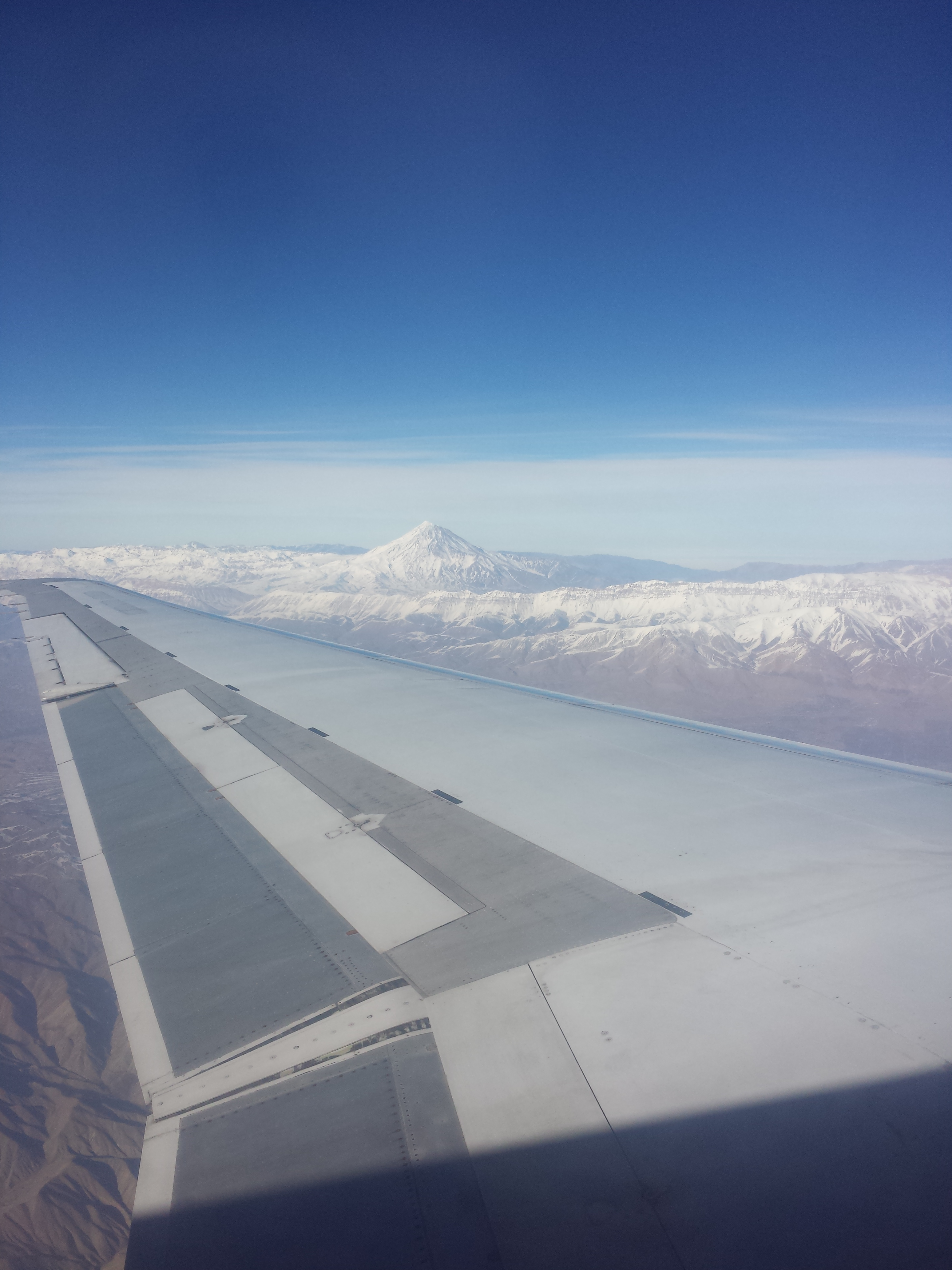
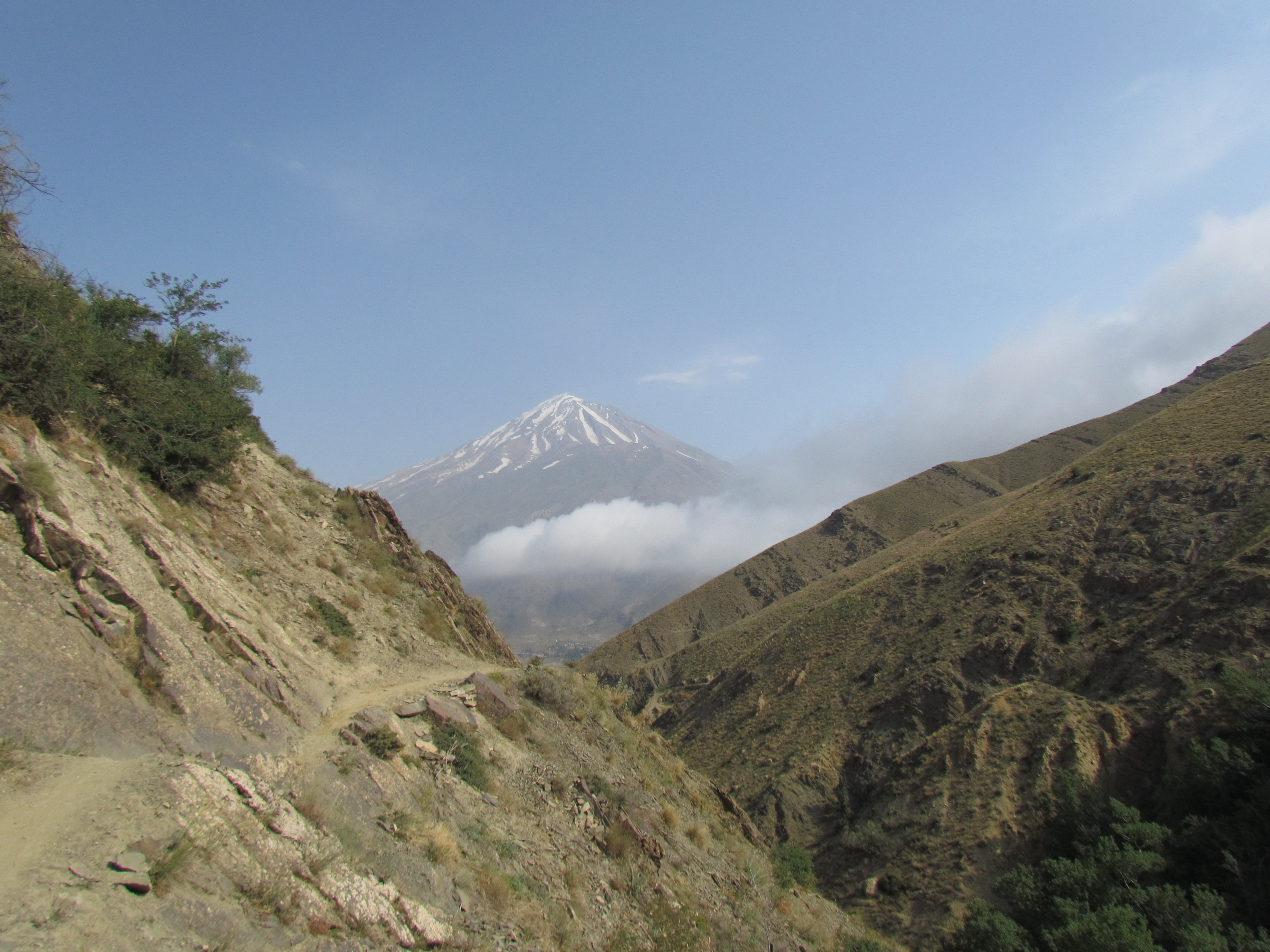